# Prepseudatrichia mateui
Prepseudatrichia mateui är en tvåvingeart som beskrevs av Kelsey 1969. Prepseudatrichia mateui ingår i släktet Prepseudatrichia och familjen fönsterflugor. Inga underarter finns listade i Catalogue of Life.